# Гедехен, Готлиб-Эрнст Викторович
Готлиб-Эрнст Викторович Гедехен (нем. Goedechen; 1844 или 1845 — 12 ноября 1918) — цензор.
Родился 28 января 1844 года[по какому календарю?] (или 1845) в семье коллежского секретаря, преподавателя чистописания 1-й Санкт-Петербургской гимназии. В 1865 году окончил Императорское коммерческое училище.
С 1 февраля 1888 года по вольному найму служил в Комитете цензуры иностранной: с 8 апреля исполнял обязанности младшего помощника цензора, с 6 сентября 1889 года — старшего помощника цензора, со 2 марта 1902 года — секретарь Центрального комитета цензуры иностранной. В 1905 году служил в Одессе: с 27 августа по 22 октября он исполнял обязанности младшего цензора Одесского комитета цензуры иностранной, с 27 мая 1906 года — младший, а с марта 1907 года — старший цензор Центрального комитета цензуры иностранной.
В 1912 году был произведён в коллежские советники, в 1914 году — в статские советники.